# Wujiagang (Yichang)
Wujiagang (chiń. upr. 伍家岗区; chiń. trad. 伍家崗區; pinyin Wǔjiāgǎng Qū) – dzielnica w środkowej części prefektury miejskiej Yichang w prowincji Hubei w Chińskiej Republice Ludowej. Liczba mieszkańców dzielnicy w 2010 roku wynosiła 214194.